# CeeLo Green
Thomas DeCarlo Callaway (sinh ngày 30 tháng 5 năm 1975), được biết đến nhiều hơn với nghệ danh CeeLo Green hay Cee Lo Green, là một rapper, ca sĩ-nhạc sĩ và nhà sản xuất âm nhạc người Mỹ. Anh xuất hiện trước công chúng lần đầu tiên với vai trò thành viên ban nhạc hip hop Goodie Mob, sau đó, anh đã theo đuổi sự nghiệp hát đơn và thành lập Gnarls Barkley cùng DJ/nhà sản xuất Danger Mouse.
CeeLo Green nổi tiếng nhất với hit "Crazy" năm 2006, là sự hợp tác của anh với Gnarls Barkley. Ca khúc này đã đạt vị trí quán quân ở một số quốc gia trong đó có Vương quốc Liên hiệp Anh và Bắc Ireland, và vị trí #2 tại Hoa Kỳ. Album mẹ, St. Elsewhere cũng đã đạt vị trí #1 trên UK Albums Chart và #4 trên Billboard 200. Album thứ hai của ban nhạc, The Odd Couple (2008), đạt được ít thành công hơn album trước, nhưng vẫn đạt được vị trí thứ 12 tại Mỹ và 18 tại Anh.
Tháng 8 năm 2010, Green tạm thời ngừng các dự án thu âm cùng Gnarls Barkley để phát hành album hát đơn The Lady Killer. Đĩa đơn mở đầu, "Fuck You!", trở thành hit khi đạt vị trí #1 tại Anh, Hà Lan và #2 trên Billboard Hot 100 của Mỹ. Album đạt được thành công tương tự khi lọt vào top 5 ở Anh và top 10 ở Mỹ, nhanh chóng nhận được chứng nhận Vàng ở Anh. Tháng 3 năm 2011, anh bắt đầu tham gia làm giám khảo trên chương trình truyền hình The Voice cùng Christina Aguilera.

## Danh sách đĩa nhạc
- Cee-Lo Green and His Perfect Imperfections (2002)
- Cee-Lo Green... Is the Soul Machine (2004)
- The Lady Killer (2010)

## Giải thưởng và đề cử
| Năm  | Đề cử / Tác phẩm | Giải thưởng                          | Kết quả   |
| ---- | ---------------- | ------------------------------------ | --------- |
| 2011 | Giải Grammy      | Best Urban / Alternative Performance | Đoạt giải |
| 2011 | Brit Awards      | Best International Album             | Đề cử     |
| 2011 | Brit Awards      | Best International Male              | Đoạt giải |